# Babka I

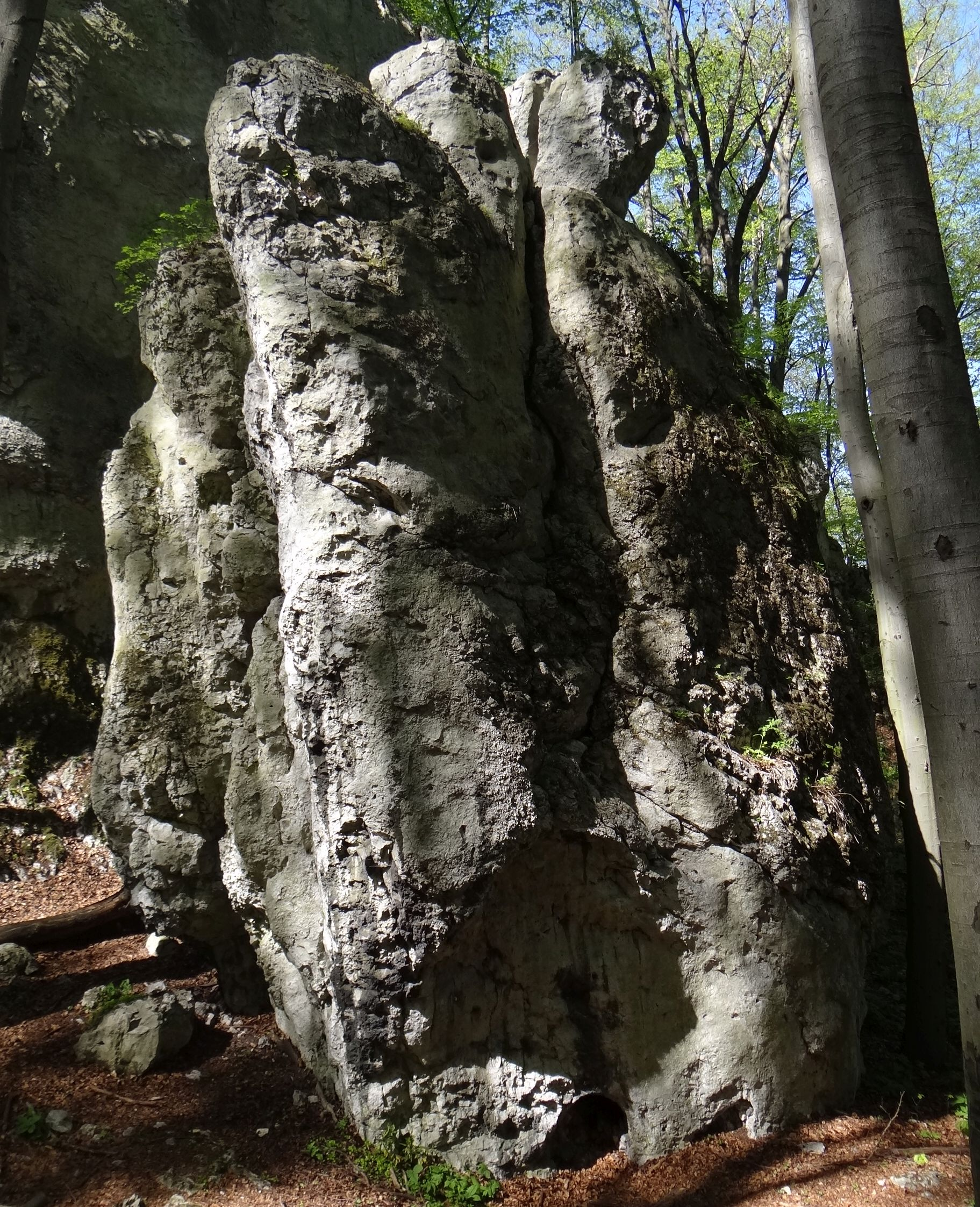

Babka I – skała w rezerwacie przyrody Pazurek w pobliżu kolonii Pazurek w województwie małopolskim, w powiecie olkuskim, w gminie Olkusz. Znajduje się na Wyżynie Olkuskiej będącej częścią Wyżyny Krakowsko-Częstochowskiej.
Znajduje się w środkowej części rezerwatu, w grupie Zubowych Skał. Od czasu utworzenia rezerwatu wspinaczka na nich została zabroniona. 
Babka to zbudowana ze skalistego wapienia skała o wysokości 10 m. Znajduje się po zachodniej stronie ścieżki dydaktycznej po rezerwacie Pazurek. 

## Drogi wspinaczkowe
Na Babce są 4 drogi wspinaczkowe o trudności od IV do VI w skali krakowskiej. Asekuracja własna.

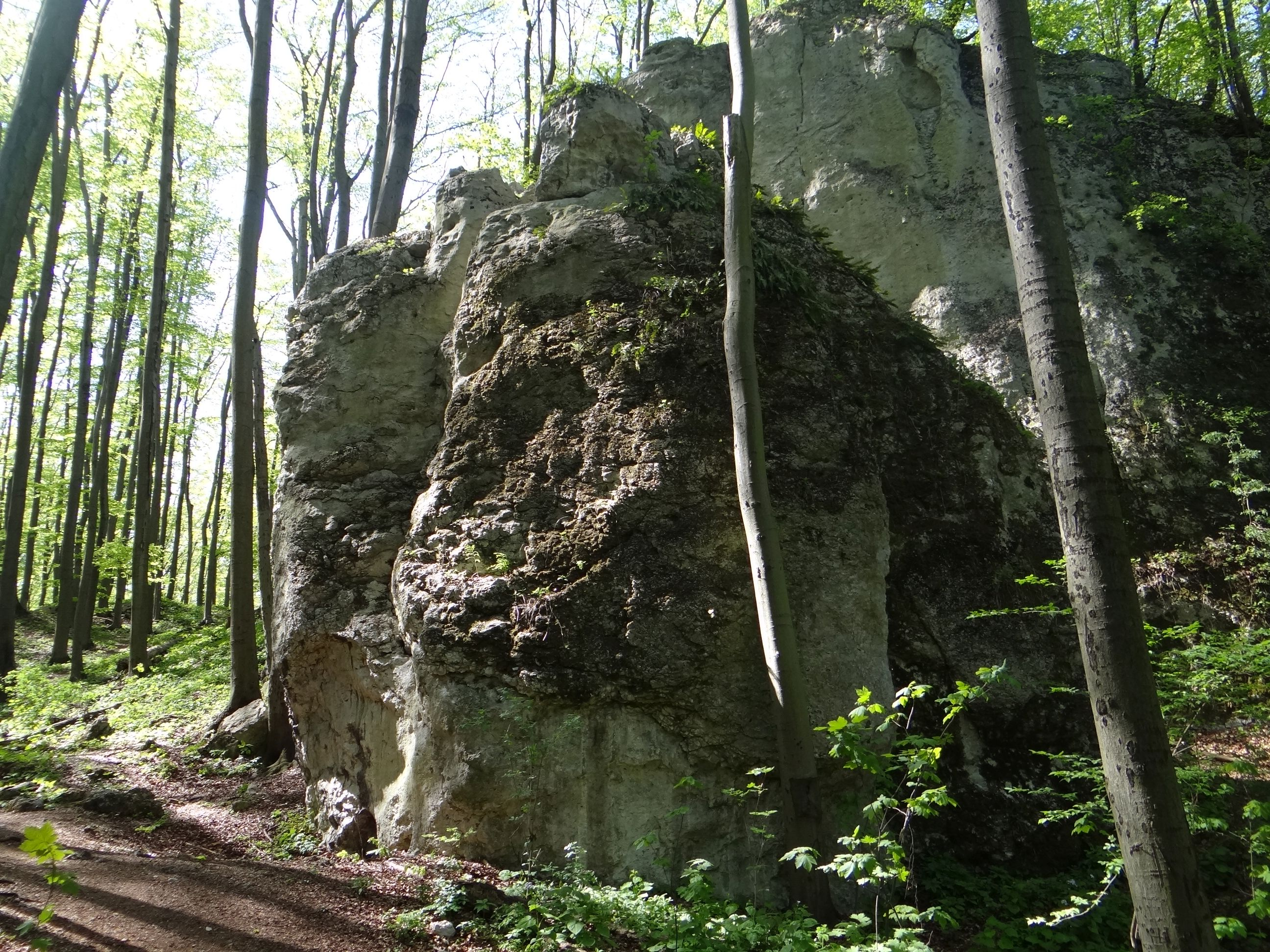

1. Rozstępy Babki; V, 10 m
2. Opalona przewieszka; VI, 10 m
3. Lewa Babka; IV, 10 m
4. Klasyczna Babka; V, 10 m[1].